# Сплетни

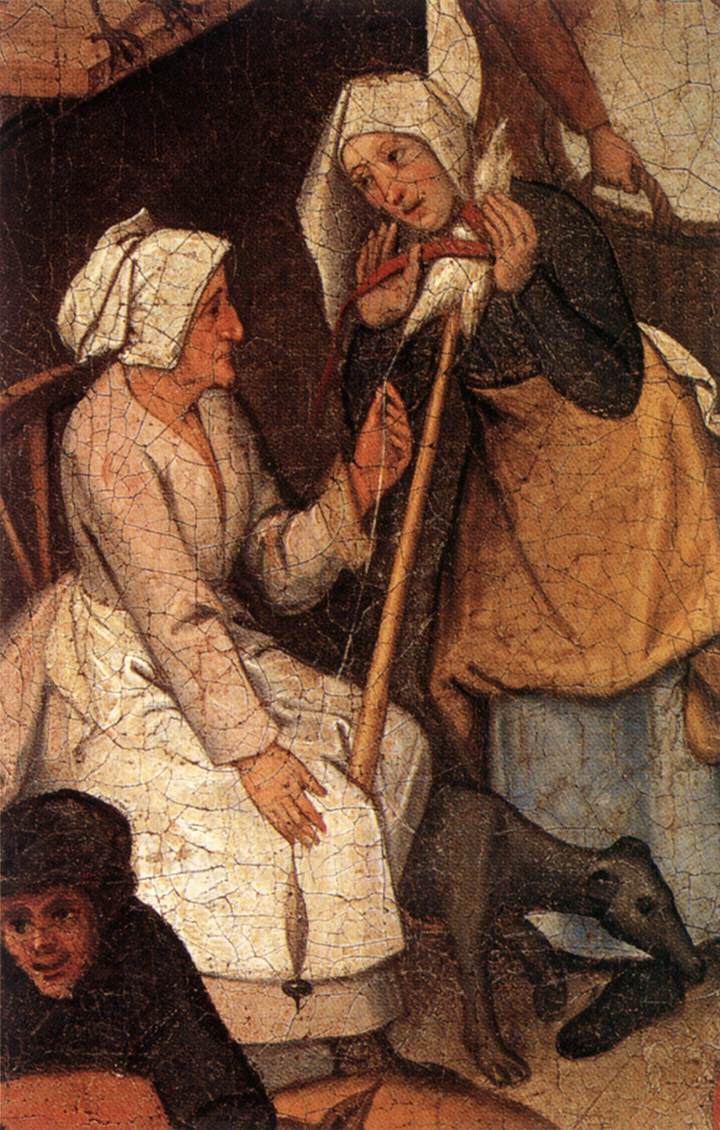
Визуализация нидерландской пословицы Один ветер мотает то, что другой прядёт (то есть Обе разносят слухи, сплетни) в картине «Фламандские пословицы» Питера Брейгеля Старшего.

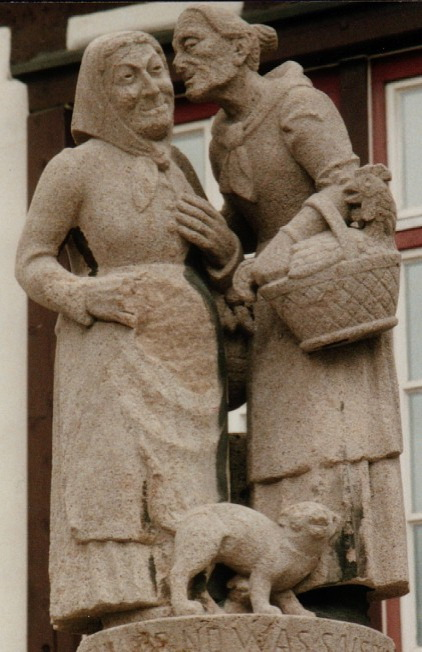
Статуя Сплетни в немецком городе Зиндельфинген.

Спле́тни — это слухи, непроверенные сведения, новости и персональные данные, первоначально передаваемые из уст в уста.
Тот кто рассказывает (передаёт) сплетни, нескромный пересказчик или смутник, смутчик, баламут, переносчик, заглазный пересудчик — Спле́тник (м.) сплетница (ж.) и спле́тчик, сплетчица, спле́тень, сплетю́шник (пск). Клевета и сплетня — два греха, о которых и Библия и талмудическая литература отзываются с величайшим отвращением.

## История
В средние века для сплетниц существовало наказание под названием «узда для ругани», когда на голову женщины надевалось металлическое устройство, удерживающее язык в неподвижном состоянии, чтобы она не могла говорить.

## Современность
Одним из главных источников быстрого распространения сплетен служат социальные медиа, посредством которых сплетни могут быть перенесены всего за несколько минут из одного уголка мира в другой.
Специалист по управлению персоналом Мэри Горманди Уайт выделяет следующие признаки сплетен на работе:
- Непринуждённо беседующие замолкают («Разговор прерывается, как только вы заходите в помещение»)
- Начинаются высматривания кого-то
- Сотрудники разговаривают на неуместные темы

Маркетинговая компания OnePoll в ходе исследования выяснила установила, что женщины сплетничают всего лишь около 50 минут в день, в то время у мужчин — 76 минут. В свою Deutsche Welle опубликовала, со ссылкой немецкую компанию Statista, специализирующуюся на потребительских и рыночных данных, и журнал Reader’s Digest, опрос, согласно которому 18 процентов респондентов признались, что сплетничают один раз в неделю, в то время как 11 процентов занимаются этим ежедневно. При этом в качестве основного предмета сплетен для 16 процентов опрошенных выступают соседи и коллеги, для 15 процентов респондентов — родственники, для 14 процентов — друзья и лишь 11 процентов опрошенных — начальство. В среде американских белых воротничков у офисных сплетников первое место заняли миллениалы (81 процент), а второе — бебибумеры (58 процентов). В то время как 30 процентов опрошенных признались, что разносили сплетни по заданию начальства, решившего таким образом узнать о текущих настроениях сотрудников.

## Научные исследования
Происхождение и развитие сплетен исследуется эволюционной психологией. Сплетни являются важным средством, с помощью которого люди могут отслеживать репутацию в сообществе и таким образом поддерживать широкое распространение косвенной взаимности.
Британский антрополог и эволюционный психолог Робин Данбар рассматривает сплетни как основу для выстраивания социальных связей в больших сообществах.
В свою очередь эволюционный биолог А. Б. Марков высказывал идею, что главным стимулом для развития речи у людей была необходимость в сплетнях для распространения сведений о «неблагонадежных» членах группы, что способствует её сплочению.
Американский социальный психолог, профессор психологии Колледжа Нокса Фрэнсис Т. Макэндрю  в одной из своих работ заявляет, что сплетни распространяются якобы со следующими целями :
- укрепить нравственность и ответственность или наказать за их отсутствие
- выявить пассивно-агрессивное поведение, изоляцию и вред другим
- проявление «социального груминга?!»
- выстраивание и поддержание чувства общности — общие интересы, информация и ценности
- начало ухаживания, что помогает человеку найти свою пару путём консультирования других
- обеспечение механизма взаимного обмена информацией

Ассоциированный профессор департамента психологии Калифорнийского университета в Риверсайде Меган Роббинс, проводившая совместно со своим коллегой Александром Караном исследование сплетен, поделив их на позитивные, негативные и нейтральные, выяснила, что женщины действительно сплетничают больше мужчин, но, вопреки расхожему мнению, без злословий и вполне нейтрально. Наиболее злые сплетни свойственны для молодёжи. У экстравертов гораздо сильнее выражено желание посплетничать. Кроме того, уровень сплетен не зависит от уровня дохода и социального статуса человека, поэтому бедные и богатые сплетничают одинаково. Также для сплетников первостепенным является тип личности, а не пол, уровень доход или образования. Исследователи выяснили, что основным предметом сплетен (в соотношении 3292 примера сплетен против 369) выступают общие знакомые, а не кто-либо из знаменитостей.

Британский социолог, профессор-эмерит Ланкастерского университета Николас Аберкромби, в свою очередь, отмечал: 
Я представил описание исследования роли сплетен в управлении жизнью молодых людей в панджабской общине Лондона. Сплетни — это действенное средство для утверждения и поддержания исходного предположения о том, какая жизнь царит в общине.Оригинальный текст (англ.)I described a study of the role of gossip in controlling the lives of young people in a London Punjabi community. Gossip is effectively a device for the assertion and maintenance of the background assumptions about the way that a community lives its life
Профессор математики, статистики и информатики Иллинойсского университета в Чикаго Лаура Шапосник оценила в разработанной ею модели, что достаточно 25 человек в качестве первоисточника сплетни, при условии, что член сообщества услышал о ней от двух других (например, отличающихся от него своими политическими взглядами), а затем сам сообщил о ней ещё 20 людям, то, в конечном итоге, сплетня способна овладеть умами от 5 до 10 тысяч человек.

## Этика
В Книге Притчей Соломоновых говорится: «Слова наушника — как лакомства, и они входят во внутренность чрева» (Библия, Книга Притчи 18:8). Наушником является переносчик сплетен, а сплетни сравниваются с лакомством, в том смысле, что любители их получают удовольствие, слушая и смакуя сплетни. Сплетни - человеческий порок, когда не проверив информацию, люди передают слухи, выдавая их за факты.
Папа римский Франциск сравнил сплетни с терроризмом, посчитав, что сплетники «бросают бомбы своими языками», которые затем уничтожают человеческие репутации, и заявил, что «сплетничать — значит убивать».